# Hystrix pumila
Hystrix pumila е вид бозайник от семейство Бодливи свинчета (Hystricidae). Видът е световно застрашен, със статут Уязвим.

## Разпространение
Разпространен е във Филипините.